# Агломерація корисних копалин
Агломерація корисних копалин
1. Спікання дрібнозернистих або пилуватих матеріалів (рудної маси), що є складовою частиною металургійної шихти, у грудкувату сипку систему (агломерат) з метою поліпшення умов використання руди в металургійному процесі.
2. Утворення агрегатів у різних технологічних процесах.

## Технологія

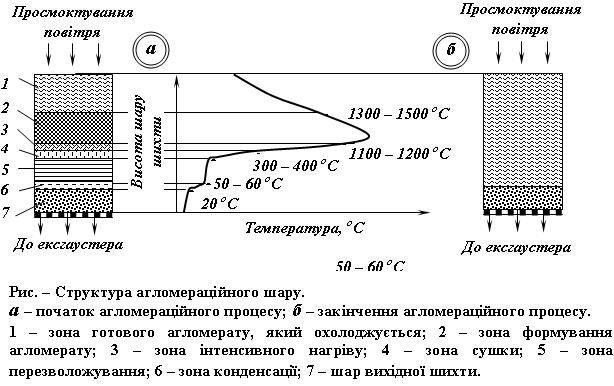

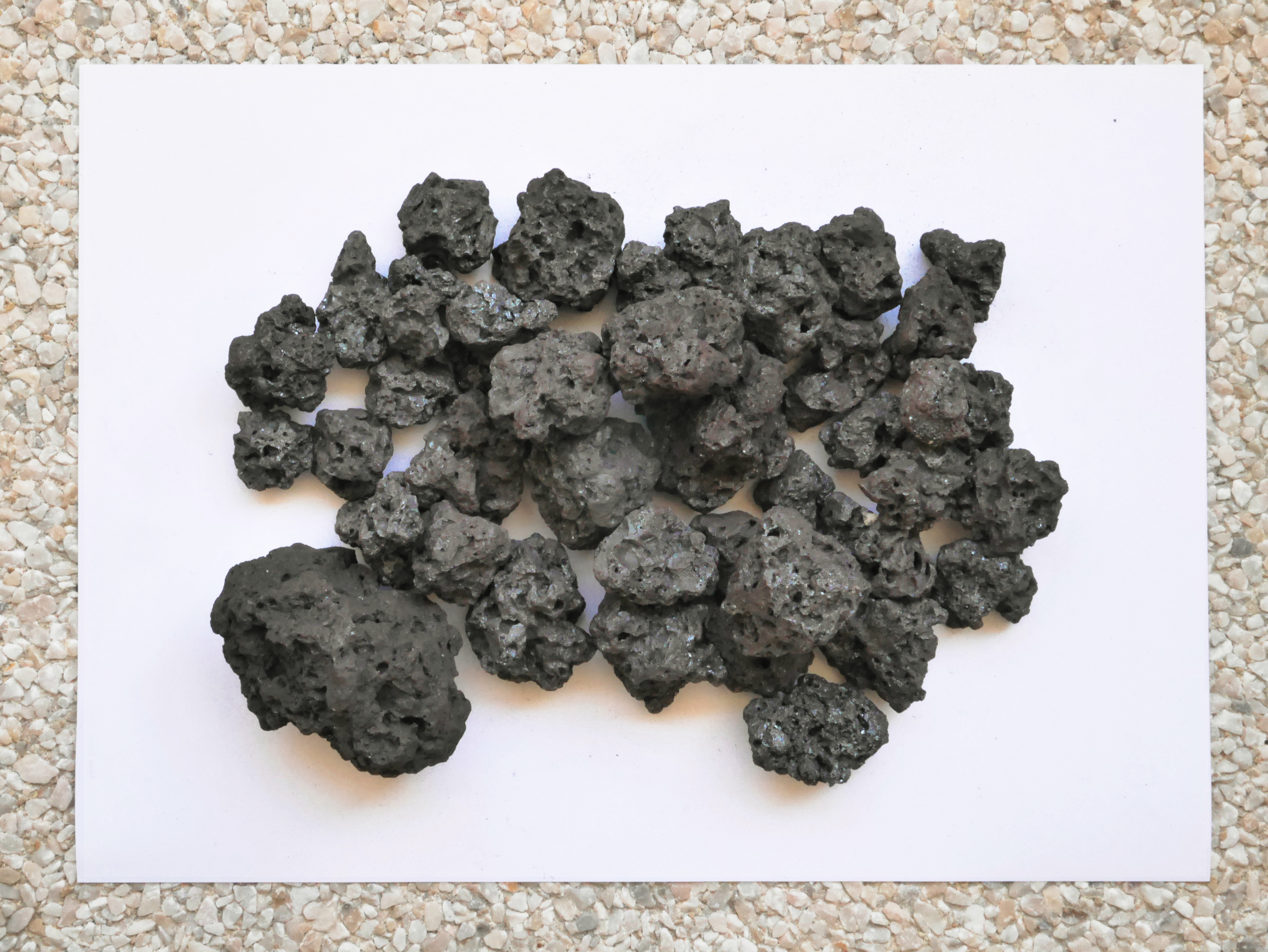
Залізорудний агломерат.

При агломерації дрібну рудну сировину піддають термохімічній обробці з метою перетворення його в крупногрудкову однорідну пористу масу. Остання утворюється в результаті часткового розплавлення рудних частинок теплом, яке виділяється при згорянні палива в шарі шихти при просмоктуванні через нього повітря. 
Агломераційна шихта складається з рудної частини, повернення (дрібного некондиційного агломерату від попереднього спікання), палива (коксику, антрациту), флюсу (вапняку, доломіту), різних домішок (колошникового пилу, піритних недогарків, окалини і ін.). Максимальний розмір частинок руди і повернення  – 6 – 8 мм, коксику і вапняку — 3 мм. Технологія агломерації складається з таких послідовних операцій: підготовка компонентів шихти, їх дозування і змішування, власне агломерація, обробка готового агломерату.
Перший етап підготовки компонентів шихти – дроблення коксику і вапняку до 3 мм. Руда, концентрат, повернення, домішки, як правило, дроблення не потребують. Неодмінною умовою одержання якісного агломерату є усереднення компонентів шихти. Усереднені компоненти шихти дозуються в заданому складі, старанно перемішуються і подаються в процес агломерації.
Процес агломерації починається з укладки постелі на агломераційну машину. Постіль – шар дрібного агломерату (повернення), що укладається перед завантаженням шихти на колосники агломераційної машини, щоб запобігти надмірному нагріву колосників, просипу дрібних частинок під машину, забивання колосників вологою шихтою і приплавлення пирога агломерату до колосників. На агломераційну постіль рівномірним шаром укладається шихта і запалюється тверде паливо, що міститься в шихті, і таким чином, починається процес агломерації.
Принцип агломерації (рис. ) полягає в тому, що через шар дрібного рудного матеріалу змішаного з зернистим твердим паливом просмоктується повітря. Внаслідок цього зона горіння, де відбувається розм’якшення, плавлення рудного матеріалу і формування агломерату, безперервно переміщується вниз, упроваджується в неспечену шихту і залишає за собою шар готового агломерату. При спіканні шихта зазнає ряд складних різноманітних фізичних і хіміко-мінералогічних перетворень, які визначаються складом шихти і газової фази.
Формування фізичної структури агломерату – це процес перетворення дрібних рудних частинок в грудковий продукт, що відповідає вимогам металургійної плавки. Цей процес протікає в два етапи: спікання в твердих фазах і спікання з участю рідких фаз – розплаву. Твердофазне спікання не має значної ролі в формуванні фізичної структури агломерату внаслідок відносно низьких температур (700 – 1100оС) і малої тривалості етапу (30 с). Роль цього етапу полягає в тому, що нові утворені мінерали мають невисоку температуру плавлення і дають перші порції розплаву. Тільки внаслідок наявності розплаву стає можливим за невеликий час дії максимальних температур (1,5 – 2,5 хв.) зв’язати рудні зерна в пористий, але достатньо міцний пиріг агломерату. Основними силами в системі сипучий матеріал – розплав є капілярні. Найважливіші властивості агломераційних розплавів, що забезпечують швидке змочування рудних частинок, проникнення в дрібні пори між ними і їх зв’язування – поверхневий натяг, в’язкість, здатність змочувати тверду фазу. Формування агломерату починається з моменту появи розплавів навколо гарячих частинок коксу при температурі близько 1200оС. Розрізняють три основних типи мікроструктур агломератів:
- – найміцнішу дрібнопористу губчату структуру з відносно рівномірно розподіленими порами розміром до 4 мм. Формуванню такої структури сприяють дрібна і однорідна за крупністю шихта з високою середньою густиною, відносно низька витрата палива, порівняно широкий температурний інтервал плавлення і підвищена в’язкість розплаву. Така структура характерна для міцного неофлюсованого агломерату, що добре відновлюється; його одержують з магнетитових концентратів з дрібним поверненням при вмісті вуглецю в шихті 2,5 – 3,5 % ;

- – найменш міцну крупнопористу структуру з нерівномірно розподіленими усадочними порами розміром до 15 мм, яку отримують при середніх витратах палива. До утворення такої мікроструктури приводять знижена середня густина шихти, вузький температурний інтервал плавлення і низька в’язкість розплаву. Така структура характерна для офлюсованого агломерату з основністю 1,2 – 1,5, при якій вони мають мінімальну міцність;

- – монолітну структуру, що характеризується наявністю в об’ємі спіку окремих монолітних ділянок застиглого розплаву розміром 15 – 20 мм і більше, які зв’язані між собою перемичками, і таких же за об’ємом усадочних раковин. Такий спік розламується по перемичках на грудки розміром 10 – 25 мм. Ці грудки мають високу міцність, але знижену відновлюємість. Така структура утворюється при підвищеній витраті палива.

Готовий агломерат вивантажується з агломераційної машини і надходить на дроблення, охолодження до температури до 80 – 100оС і відсів ретуру (агломерат крупністю до 5 мм). Оптимальна крупність агломерату для доменних печей 5 – 60 мм. Високоякісний доменний агломерат містить незначну кількість дріб’язку і має достатню міцність, що дозволяє транспортувати його до доменних печей без руйнування. Висока пористість і правильно підібраний мінералогічний склад забезпечують високу швидкість відновлення заліза, що міститься в ньому: магнетит Fe3O4, ферити кальцію 2CaO•Fe2O3 і силікати CaFeSiO4. Агломерат виробляється, в основному, офлюсованим – з добавкою до руди вапняку CaCO3 і вапна CaO, що дозволяє значно підвищити показники роботи доменних печей.